# Löbichau
Löbichau  est une commune allemande de l'est du land de Thuringe située dans l'arrondissement du Pays-d'Altenbourg. Lôbichau fait partie de la Communauté d'administration de la Sprotte.

## Géographie

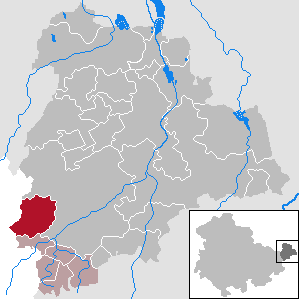
Situation de Löbichau dans l'arrondissement d'Altenbourg

Löbichau est située à la limite avec l'arrondissement de Greiz (Saxe-Anhalt), à 7 km à l'ouest de Schmölln et à 19 km au sud-ouest d'Altenbourg. Elle est composée du village de Löbichau et de sept autres villages et hameaux : 
- Beerwalde ;
- Drosen ;
- Falkenau ;
- Großstechau ;
- Ingramsdorf ;
- Kleinstechau ;
- Tannenfeld.

Communes limitrophes (en commençant par le nord et dans le sens des aiguilles d'une montre) : Nöbdenitz, Posterstein, Wildenbörten, Großenstein et Ronneburg.

## Histoire

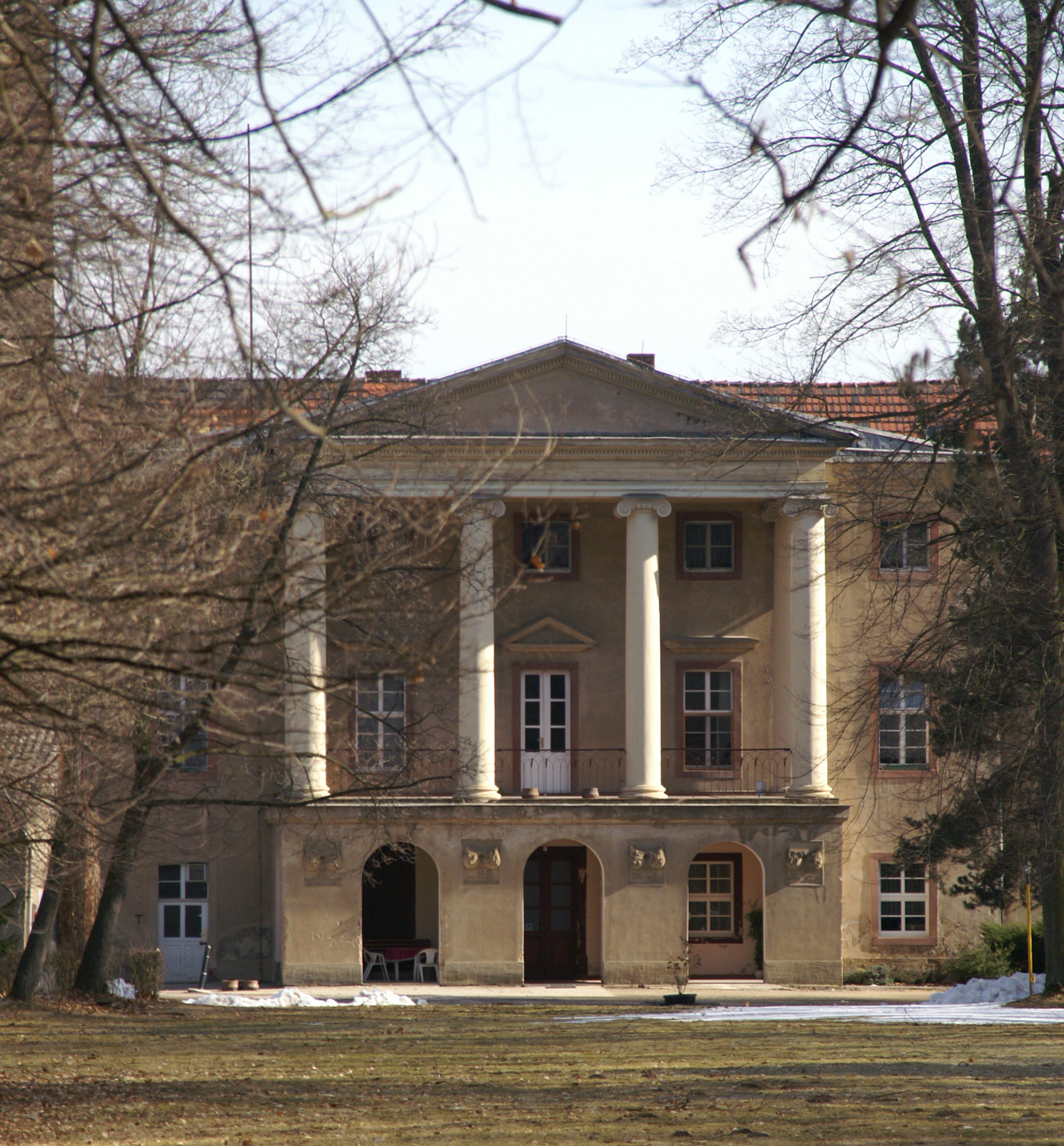
Le château de Lôbichau

La première mention écrite du village de Löbichau date de 1255 sous le nom de Luboch où un château fort (wasserburg) existe au milieu des marécages. En 1360, le village dépend de la famille von Swentz, puis en 1619, des von Einsiedel avant d'être acheté en 1730 par la famille Hoym.
En 1792, le nouveau château baroque de Tannenfeld devient la résidence de la duchesse Dorothée de Courland qui y reçoit les grands de l'époque : le tsar Alexandre Ier de Russie, Frédéric-Guillaume III de Prusse, Napoléon Ier, Talleyrand, Metternich, Goethe, Schiller et bien d'autres personnalités remarquables. Le château, devenu de nos jours une maison de retraite, est entouré d'un vaste parc à l'anglaise.

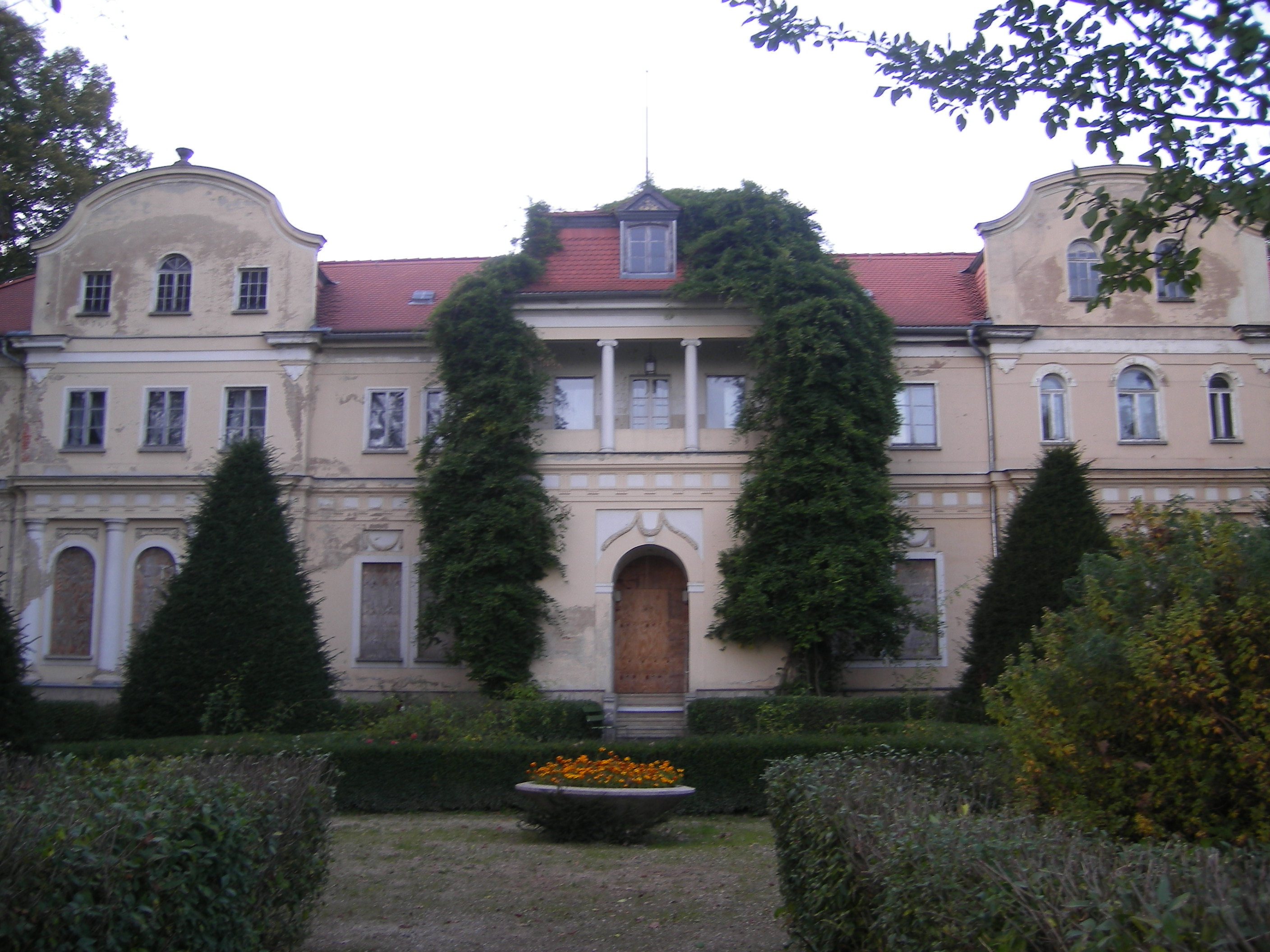
Le château de Tannenfeld

Après 1945, un  gisement d'uranium est exploité par les Soviétiques dans le village de Drosen.
De 1952 à 1990, la commune  a fait partie de l'arrondissement de Gera-Land, dans le district de Gera.

### Incorporations de communes
Plusieurs communes ont été incorporées au territoire de Löbichau au cours du XXe siècle : 
- en 1923, Falkenau ;
- en 1950, Kleinstechau (avec Tannenfeld) et Großstechau ;
- en 1961, Drosen (avec Ingramsdorf) ;
- en 1974, Beerwalde.

## Démographie
Commune de Löbichau dans ses limites actuelles : 
| 1900  | 1933  | 1939  | 1995  | 2000  | 2005  | 2010  |
| ----- | ----- | ----- | ----- | ----- | ----- | ----- |
| 1 338 | 1 115 | 1 072 | 1 286 | 1 284 | 1 174 | 1 084 |

## Personnalités liées à la ville
- Michael Ranft (1700-1774), pasteur mort à Großstechau.